# Campo da pallacanestro

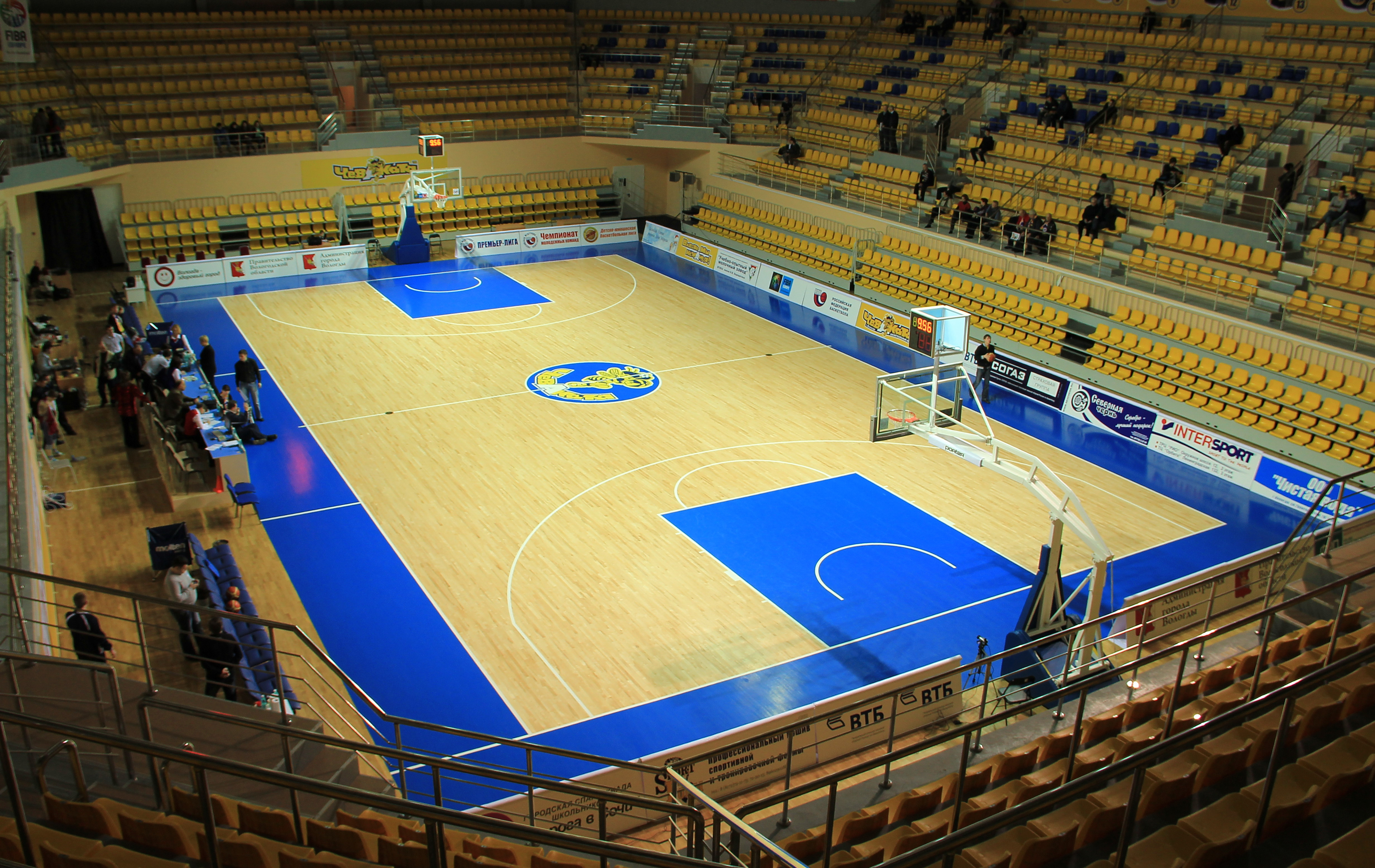
Campo del palasport di Vologda in Russia.

Il campo da pallacanestro è la superficie di forma rettangolare su cui si svolge il gioco. La pavimentazione, in genere, è in legno per gli impianti al coperto e in cemento o asfalto per quelli all'aperto. Sui lati corti del campo sono montati i canestri.

## Dimensioni
Il campo negli impianti al coperto è generalmente rivestito in legno, quelli utilizzati in competizioni minori possono essere realizzati con materiali sintetici. Le misure regolamentari sono di 28 metri per 15, a metà dei lati corti sono montati i canestri il cui centro si trova a 1,575 metri dal fondo. Le linee che delimitano il campo e le aree all'interno di esso hanno uno spessore di 5 centimetri. Nella pallacanestro le linee perimetrali non fanno parte dell'area di gioco.

## Sezioni

### Cerchio di metà campo
Il terreno di gioco è diviso a metà da una linea, al cui centro vi è un cerchio del raggio di 1,80 metri. All'inizio della partita solo i due giocatori che si contendono il pallone alzato dall'arbitro possono entrare in questo cerchio.

### Linea dei tre punti
La linea dei tre punti dista alla base 90 centimetri dalla linea laterale, poi disegna un arco che rimane a 6.75 metri dal canestro. I canestri realizzati dietro tale linea valgono tre punti, anziché due. Su un fallo subito da un tiro da 3 punti, se il canestro non viene realizzato si danno 3 tiri liberi dalla lunetta; in caso di canestro valido, uno solo. 

### Area dei tre secondi
Nella pallacanestro, l'area dei tre secondi, o pitturato (in quanto è colorata in modo diverso dal resto del campo per poter essere ben visibile), è una delimitata zona del campo di forma rettangolare. Ve ne sono obbligatoriamente due, sotto i due canestri.

Le aree sono delimitate dalla linea di fondo, per la parte inferiore, e dalla linea del tiro libero, per quella superiore. Le linee laterali sono tracciate congiungendo il prolungamento della linea del tiro libero con un punto situato a due metri e quaranta dal centro della linea di fondo, in totale misura 5,80 metri per 4,80. Queste aree devono inoltre essere dotate di alcune tacche che indichino gli spazi per il rimbalzo. Le linee esterne sono considerate parte dell'area dei tre secondi, con l'eccezione di quella di fondo. L'area dei tre secondi può essere colorata con la stessa tonalità del cerchio centrale.

La funzione dell'area dei tre secondi è di rendere chiaro agli arbitri se un giocatore in attacco sta commettendo un'infrazione: non è infatti consentito di rimanere al suo interno per più di tre secondi, come indica il nome stesso. Gli arbitri non sono però tenuti a fischiare se il giocatore è in procinto di uscirvi, sta tirando lui o un suo compagno o ha iniziato a palleggiarvi prima che scattassero i tre secondi.

Sulla linea del tiro libero è disegnato un semicerchio dal raggio di 1,80 metri che delimita l'area che può occupare il giocatore che esegue un tiro libero, questo comunque si posiziona quasi sempre a ridosso della linea in posizione centrale.

### Zona di non sfondamento
All'interno dell'area dei tre secondi vi è un semicerchio il cui raggio misura 1,30 metri a partire dal centro del canestro, esso delimita l'area all'interno della quale non viene fischiato il fallo di sfondamento.

## Altri campi
Negli Stati Uniti, sia nella NBA che nella NCAA, si utilizzano campi di dimensioni maggiori e anche le altre linee sono tracciate in maniera differente. In ambito FIBA, campi di dimensioni ridotte possono essere utilizzati nelle categorie giovanili o in competizioni minori.